# Bowdenkabel

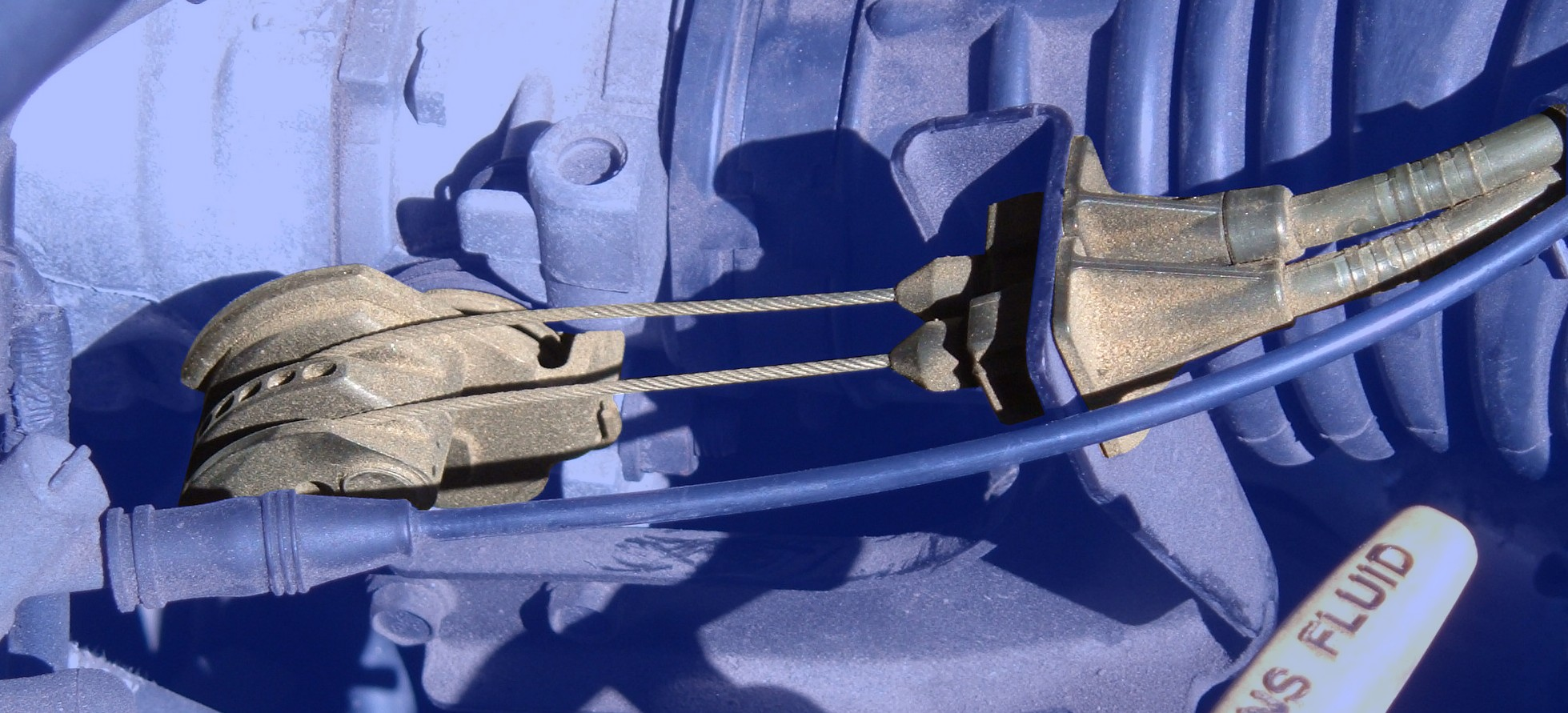
Bowdenkabels voor de bediening van de gasklep van een auto

Een bowdenkabel is een flexibele kabel waarmee een mechanische kracht of energie kan worden overgebracht door de beweging van een binnenste kabel (meestal van staal of roestvast staal) ten opzichte van een holle buitenste behuizing.
Deze behuizing is meestal samengesteld uit een holle gewonden spiraal van staaldraad met daaromheen beschermend omhulsel van kunststof.
De lineaire beweging van de binnenkabel wordt meestal gebruikt voor het overbrengen van een trekkracht, alhoewel het ook mogelijk is over korte afstand een zwakke drukkracht over te brengen, zoals bij een ouderwetse draadontspanner om de sluiter van een fotocamera te bedienen.
Meestal bevat het systeem een stelmogelijkheid om de kabelspanning op een gewenst niveau te brengen door middel van een holle schroef die de buitenkabel korter of langer maakt.
De uitvinding van de bowdenkabel wordt weleens toegeschreven aan Frank Bowden. Hij was waarschijnlijk wel de eerste die deze bediening op grote schaal toepaste, op zijn Raleigh en Bowden fietsen en motorfietsen. De echte uitvinder is Ernest Monnington Bowden (1860-1904). Deze vroeg in 1896 voor het eerst octrooi aan, alleen voor de kabel (British Patent no. 25,325 van 1896). Ook het Amerikaanse octrooi (US Patent no. 609,570 "Mechanism for transmitting motion on power" van 23 augustus 1898) betrof alleen de kabel, evenals het Duitse octrooi (101,470, 1899). Het British patent no. 1,196 van 1898 omvatte het hele remsysteem met bowdenkabels.
Er was geen familierelatie tussen Ernest M. Bowden en Frank Bowden. Naast de bewering dat Frank Bowden de bowdenkabel had uitgevonden werd ze ook weleens toegeschreven aan de assistent van Ernest Bowden, George Frederick Larkin. Deze bewering werd in 2012 weerlegd in een paper van Nick Clayton: "Who invented the Bowden-cable?".

## Gebruik
- fiets - rem- en versnellingskabels
- fotografie - ontspanmechanisme van de sluiter
- auto - koppeling, gaspedaal, handrem en diverse ontgrendelmechanismes zoals die van het kofferdeksel
- motorfiets - gashendel, koppeling en reminstallatie, hoewel steeds meer vervangen door hydraulische bediening
- vliegtuig - diverse toepassingen
- muziek - bediening van hihats in drumkits als de plaats van de hihat flexibel moet zijn.
- medische wetenschap - bediening van kunsthanden en haken in armprotheses
- bediening van animatronics in oudere attracties. Vaak in combinatie met geprofileerde schijven.